# 同一律
在逻辑中，同一律声称 A = A。任何自反关系都支持同一律；在讨论等同性的时候，"A 是 A" 的事实是重言式。 同一律是思维规律之一。
这个定律通常归功于亚里士多德，但直到十三世纪托马斯·阿奎纳之后都没有提及过它的存在。这个定律在十七世纪经常在哲学家中间引用，它可能是在十三世纪到十七世纪之间的某个时候来自亚里士多德教义的论断，导致了这项贡献。
短语 "A 是 A" 是艾茵·兰德的喜好，并且在她的客观主义哲学中经常出现。漫画作家史蒂夫·迪特科，自己是客观主义的代表人物，经常称呼他的超级英雄之一为 "A 先生"。